# Frontière entre la Géorgie et le Tennessee

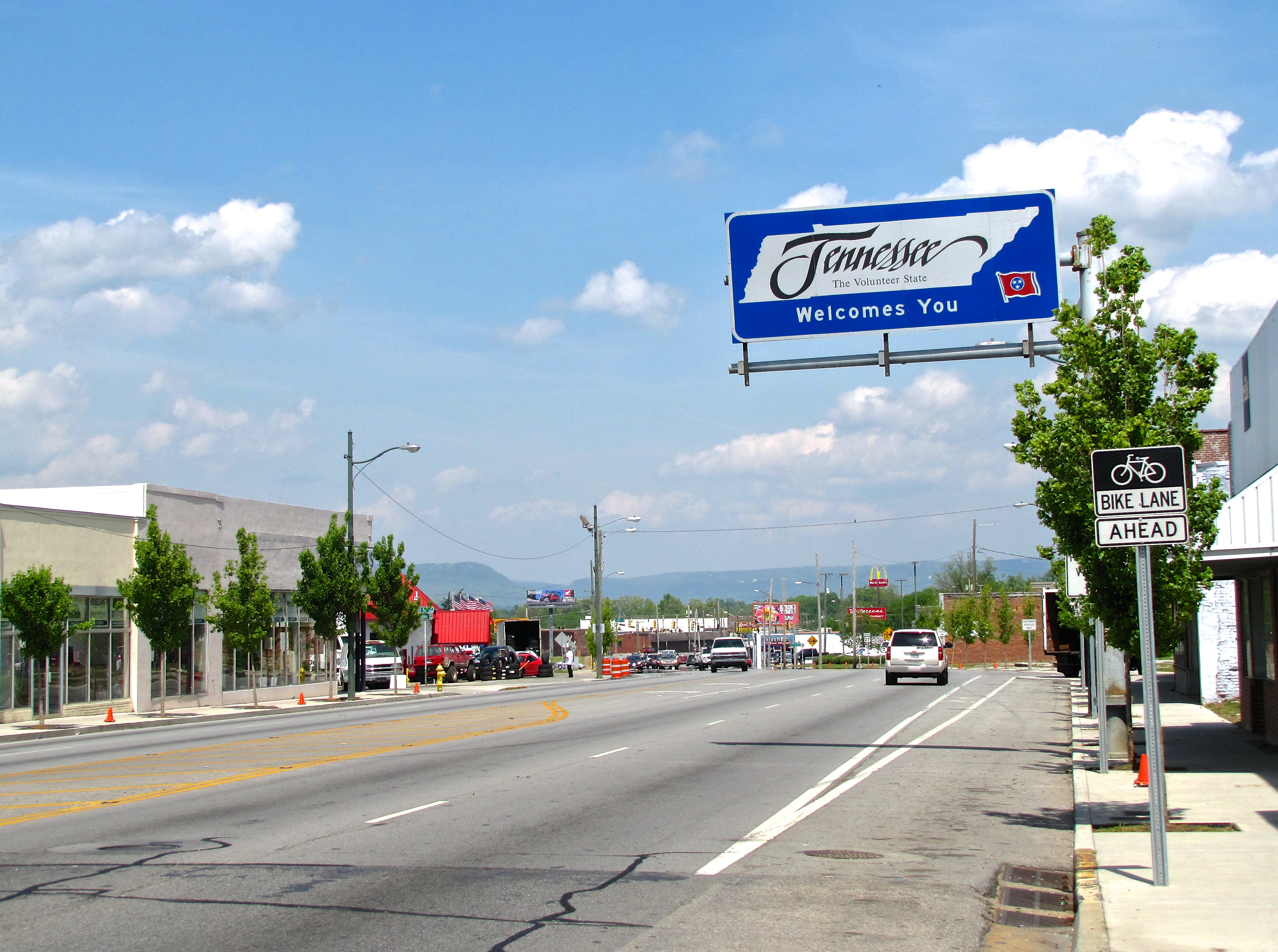
La frontière sépare Rossville en Géorgie et Chattanooga au Tennessee.

La frontière entre la Géorgie et le Tennessee est une frontière intérieure des États-Unis délimitant les territoires de la Géorgie et du Tennessee. Son tracé a été établi le long du 35e parallèle nord en 1796 à l'occasion de la création de ce dernier État par le Congrès des États-Unis, mais une erreur fut commise lors de sa matérialisation sur le terrain en 1818, ce qui fait que la frontière actuelle passe à environ 1,5 km plus au sud que prévu.
Commise à cause d'un matériel obsolète, l'erreur des prospecteurs employés par les deux États au début du XIXe siècle a privé la Géorgie d'un accès à la rivière Tennessee par son extrémité nord-ouest, qui relève du comté de Dade. Aussi, à la suite d'une sécheresse grave au cours des jours précédents, le Sénat de l'État de Géorgie a voté  à l'unanimité le 20 janvier 2008 une résolution du Républicain David J. Shafer en vue de la reconnaissance par l'État voisin du tracé légitime, que le code de l'État de Géorgie renvoie également au 35e parallèle.
Cette résolution fait suite à de précédentes revendications formulées en vain dans les années 1880, 1940 et 1970. Destinée à fournir de nouvelles ressources en eau à Atlanta, qui ne compte pour l'heure que sur le lac Lanier et la Chattahoochee River pour son approvisionnement, elle a été reçue avec humour au Tennessee, notamment par le maire de Chattanooga. Pourtant, la mobilisation de la Géorgie pourrait conduire à une action impliquant la Cour suprême des États-Unis, qui doit déjà statuer sur la frontière entre les deux Caroline.